# Marko Semren

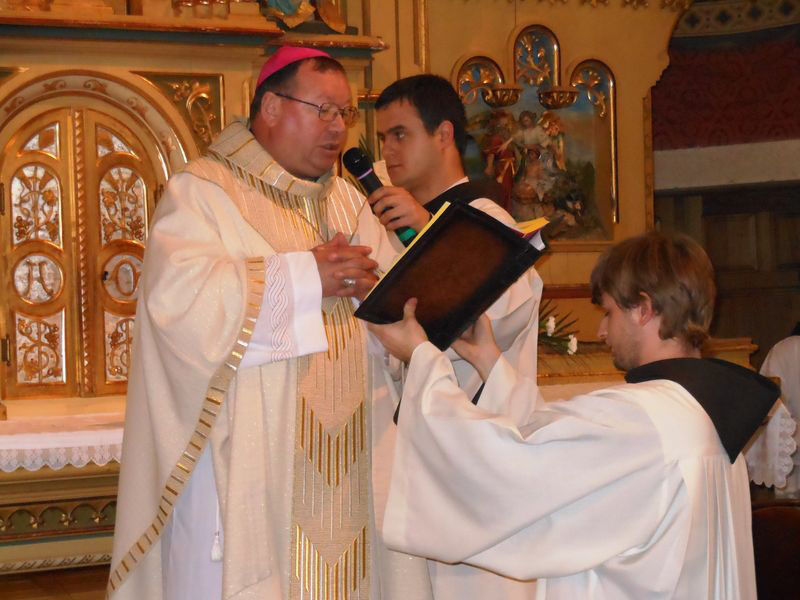
Marko Semren (2012)

Bischofswappen von Marko Semren

Marko Semren OFM (* 19. April 1954 in Bila, SR Bosnien und Herzegowina, SFR Jugoslawien) ist ein bosnisch-herzegowinischer römisch-katholischer Ordensgeistlicher und emeritierter Weihbischof in Banja Luka.

## Leben
Marko Semren besuchte die Grundschulen in Bila (1961–1964), in Guber (1965–1966) und in Livno (1966–1969) sowie anschließend das  Franziskanergymnasium in Visoko. Er trat am 15. Juli 1973 der Ordensgemeinschaft der Franziskaner in der Bosnischen Franziskanerprovinz bei und absolvierte bis 1974 das Noviziat in Humac. Am 10. Juli 1974 legte er die erste Profess ab. Nachdem Semren im Anschluss seinen Wehrdienst bei der Jugoslawischen Volksarmee in Danilovgrad geleistet hatte, studierte er von 1975 bis 1981 Philosophie und Katholische Theologie am Philosophisch-Theologischen Institut der Franziskaner in Sarajevo. Er legte am 13. April 1980 in Bosanska Dubica die feierliche Profess ab. Durch den Erzbischof von Vrhbosna, Marko Jozinović, empfing er in Sarajevo am 14. Dezember 1980 die Diakonenweihe und am 29. Juni 1981 das Sakrament der Priesterweihe.
Nach der Priesterweihe war Semren kurzzeitig als Kaplan in Doc tätig. 1982 wurde er für weiterführende Studien nach Rom entsandt, wo er 1985 an der Päpstlichen Universität Antonianum einen Magister erwarb und 1986 mit der Arbeit Il Francescanismo vissuto nelle regioni croate di Bosnia ed Erzegovina (fino al 1517) („Das in den kroatischen Regionen Bosnien und Herzegowinas existierende Franziskanertum (bis 1517)“) im Fach franziskanische Spiritualität promoviert wurde. Danach wirkte Semren zunächst als stellvertretender Novizenmeister (1985–1988) und später als Novizenmeister in Bistrik (1988–1992), in Monopoli (1992–1995), in Belmonet (1995–1997) und in Nedžarići (1997–2000). Daneben war er von 1996 bis 2001 Mitglied der Bildungskommission der Bosnischen Franziskanerprovinz und Sekretär für die Bildung in der Südslawischen Provinzialkonferenz sowie von 1997 bis 2000 auch Provinzdefinitor und 1998 Sekretär des Generalvisitators. Nachdem er 2001 kurzzeitig als Vikar am Philosophisch-Theologischen Institut der Franziskaner in Sarajevo fungiert hatte, wurde er Pfarrer in Livno und Dechant des gleichnamigen Dekanats. Zudem wirkte er von 2001 bis 2002 als Generalvisitator der kroatischen Franziskanerprovinz St. Kyril und Methodius und gehörte 2002 dem Organisationskomitee für den Besuch Johannes Pauls II. in Banja Luka im Jahr 2003 an. Von 2003 bis 2006 war Semren Novizenmeister in Livno und Ökonom des Franziskanerklosters in Gorica sowie von 2006 bis 2009 Spiritual am Philosophisch-Theologischen Institut der Franziskaner in Sarajevo. Außerdem gehörte er bis 2009 in der Bischofskonferenz für Bosnien und Herzegowina dem Rat für die Institute des geweihten Lebens und die Gesellschaften apostolischen Lebens an. Ab 2009 war Semren Guardian des Franziskanerklosters in Gorica. Darüber hinaus lehrte er bereits ab 1985 am Philosophisch-Theologischen Institut der Franziskaner in Sarajevo. Sein Forschungsschwerpunkt war die Geschichte der Franziskaner in Bosnien.
Papst Benedikt XVI. ernannte ihn am 15. Juli 2010 zum Titularbischof von Abaradira und zum Weihbischof in Banja Luka. Der Bischof von Banja Luka, Franjo Komarica, spendete ihm am 18. September desselben Jahres in der Kathedrale St. Bonaventura in Banja Luka die Bischofsweihe; Mitkonsekratoren waren Vinko Kardinal Puljić, Erzbischof von Vrhbosna, und Erzbischof Alessandro D’Errico, Apostolischer Nuntius in Bosnien-Herzegowina, Montenegro und Kroatien. Semren wählte den Wahlspruch Adsum Dei benignitate („Bei der Güte Gottes, hier bin ich“).
In der Bischofskonferenz für Bosnien und Herzegowina leitete Semren zudem die Räte für die Familie und für die Laien sowie den Jugendausschuss. 2012 nahm er an der 13. ordentlichen Vollversammlung der Bischofssynode zum Thema Neuevangelisierung für die Weitergabe des Glaubens teil und 2018 an der 15. ordentlichen Vollversammlung der Bischofssynode zum Thema Jugend, Glaube und Berufungsentscheidung.
Am 15. Juli 2024 nahm Papst Franziskus das vorzeitige Rücktrittsgesuch von Marko Semren an.
Semren spricht neben seiner Muttersprache auch Deutsch, Italienisch und Spanisch.

## Wappen
Das Schild des Wappens von Marko Semren ist in zwei Felder unterteilt: Im oberen Feld ist das Wappen der Ordensgemeinschaft der Franziskaner, der Semren angehört, zu sehen. Die rote Farbe des Hintergrunds dieses Feldes steht für das Wohlwollen Gottes. Die drei Hügel im unteren Teil des oberen Feldes symbolisieren das Dinarische Gebirge, die Heimatregion Semrens. Ihre grüne Farbe steht zugleich für Hoffnung. Im unteren Feld des Wappenschildes ist ein geflügelter Löwe dargestellt. Dieser verweist auf den Evangelisten Markus, der traditionell mit einem geflügelten Löwen abgebildet wird und der der Namenspatron Semrens ist. Die silberne Hintergrundfarbe dieses Feldes steht für die Bosnische Franziskanerprovinz und den Nachnamen Semren.

## Schriften

### Monografien
- Il Francescanismo vissuto nelle regioni croate di Bosnia ed Erzegovina (fino al 1517) (= Theses ad lauream/Pontificium Athenaeum Antonianum, Facultas theologica, Sectio spiritualitatis. Band 293). Pontificia Università Antonianum, Rom 1987, OCLC 877923042.
- Život i umiranje pod križem: svjedočenje kršćanske i franjevačke duhovnosti bosanskih franjevaca. Svjetlo riječi, Sarajevo 2000, ISBN 978-9958-741-06-7.
- Franjevaštvo u spisima Franje Asiškoga (= Biblioteka „Brat Franjo“. Band 16). HFP sv. Ćirila i Metoda, Zagreb 2003, ISBN 978-953-6428-17-5.
- Franjevaštvo u spisima Klare Asiške. Svjetlo riječi, Sarajevo 2006, ISBN 978-9958-741-51-7.
- Život i smrt iz vjere: svjedočenje franjevaca Bosne Srebrene. Svjetlo riječi, Sarajevo 2009, ISBN 978-9958-741-83-8.
- Življenje pred Bogom živim: meditacije nad Spisima sv. Franje Asiškog. Svjetlo riječi, Sarajevo 2012, ISBN 978-9958-24-021-8.
- Franjevačka karizma u Bosni. Svjetlo riječi, Sarajevo 2014, ISBN 978-9958-24-033-1.
- Djelotvorna vjera: studije, komentari, razgovori. Svjetlo riječi, Sarajevo 2020, ISBN 978-9958-24-074-4.
- Beskrajna blizina Božje riječi: propovijedi i meditacije za liturgijsku godinu B. Svjetlo riječi, Sarajevo 2021, ISBN 978-9958-24-080-5.
- Za puni život: prigodne propovijedi, razgovori, okružnice. Svjetlo riječi, Sarajevo 2022, ISBN 978-9958-24-089-8.

### Artikel
- Promatranje i življenje otajstva euharistijskog Krista u spisima sv. Franje Asiškoga. In: Bosna franciscana. Band 14, Nr. 24, 2006, S. 12–28.
- Spisi Franje Aasiškoga i ponovno otkriće franjevačke karizme – Doprinos fra Kajetana Essera (1913–1978). In: Bosna franciscana. Band 16, Nr. 28, 2008, S. 249–278.
- Fra Anđeo Kaić (1894–1983). In: Bosna franciscana. Band 16, Nr. 29, 2008, S. 231–257.
- Duhovni lik fra Anđela Zvizdovića. In: Bosna franciscana. Band 27, Nr. 51, 2009, S. 57–70.
- Življenje Franjine karizme u Bosni. Uz proslavu 800. obljetnice franjevačke karizme 1209–2009. In: Bosna franciscana. Band 27, Nr. 30, 2009, S. 253–267.
- Franjevačko školstvo Bosne Srebrene do 1850. In: 100 godina Franjevačke teologije u Sarajevu 1909.–2009. Franjevačka teologija, Sarajevo 2012, ISBN 978-9958-742-13-2, S. 11–37.
- Zajedništvo života. In: Bosna franciscana. Band 28, Nr. 53, 2020, S. 109–114.